# جيسيكا بارنت
جيسيكا بارنت هي لاعب هوكي الحقل كندية، ولدت في 5 يونيو 1991 في شمال فانكوفر ‏ في كندا.

## روابط خارجية
- جيسيكا بارنت على موقع الاتحاد الدولي للهوكي (الإنجليزية)
- جيسيكا بارنت على موقع اتحاد ألعاب الكومنولث (مؤرشف) (الإنجليزية)